# Eudoxus (cratère lunaire)
Pour les articles homonymes, voir Eudoxe.
Eudoxus est un cratère lunaire situé sur la face visible de la Lune. Il se trouve à l'extrémité orientale du massif montagneux des Montes Caucasus situé autour de la Mare Orientale. Il est situé au sud du grand cratère Aristoteles, au sud se trouve le vieux cratère Alexandre et le petit cratère Lamèch se trouve au sud-ouest. Le contour du cratère Eudoxus a une formation en terrasse à l'intérieur et un peu érodé vers l'extérieur. Il n'y a pas de pic central mais un ensemble de petites collines. 
En 1935, l'Union astronomique internationale lui a attribué le nom d'Eudoxus en l'honneur de l'astronome grec Eudoxe de Cnide. 
Le cratère Eudoxus possède un certain nombre de cratères satellites identifiés avec des lettres.
| Eudoxus | Latitude | Longitude | Diamètre |
| ------- | -------- | --------- | -------- |
| A       | 45.8° N  | 20.0° E   | 14 km    |
| B       | 45.6° N  | 17.4° E   | 8 km     |
| D       | 43.3° N  | 13.2° E   | 10 km    |
| E       | 44.3° N  | 21.1° E   | 6 km     |
| G       | 45.4° N  | 18.8° E   | 7 km     |
| J       | 40.8° N  | 20.2° E   | 4 km     |
| U       | 43.9° N  | 20.3° E   | 4 km     |
| V       | 43.1° N  | 18.9° E   | 4 km     |